# MPEG-H 3D Audio
MPEG-H 3D Audio, especificado como ISO / IEC 23008-3 (MPEG-H Parte 3), é um padrão de codificação de áudio desenvolvido pelo ISO/IEC Moving Picture Experts Group (MPEG) para oferecer suporte à codificação de áudio como canais de áudio, objetos de áudio ou ambisonics de ordem superior (HOA). O áudio MPEG-H 3D pode suportar até 64 canais de alto-falante e 128 canais de núcleo de codec.
Os objetos podem ser usados sozinhos ou em combinação com canais ou componentes HOA. O uso de objetos de áudio permite a interatividade ou personalização de um programa ajustando o ganho ou a posição dos objetos durante a renderização no decodificador MPEG-H. O áudio é codificado usando um algoritmo de transformação discreta de cosseno modificada (MDCT) aprimorado.
Canais, objetos e componentes HOA podem ser usados para transmitir som envolvente, bem como som mono, estéreo ou surround. O decodificador de áudio MPEG-H 3D renderiza o fluxo de bits para diversas configurações de alto-falantes padrão, bem como para alto-falantes mal posicionados. A renderização binaural de som para audição com fones de ouvido também é suportada.
Estas são as normas ISO relativas ao áudio MPEG-H 3D:
ISO/IEC 23008-3:2022 - Part 3: 3D audio
ISO/IEC 23008-6:2021/Amd 1:2024 - Part 6: 3D audio reference software (Software de referência de áudio 3D)
ISO/IEC 23008-9:2023 - Part 9: 3D Audio conformance testing (Teste de conformidade de áudio 3D)

## História
Em janeiro de 2013, foram divulgados os requisitos para o áudio 3D MPEG-H, que visavam aumentar a imersão do áudio e permitir um maior número de alto-falantes para localização de áudio. Os tipos de áudio permitidos seriam canais de áudio, objetos de áudio e HOA.
Em 10 de setembro de 2014, o Fraunhofer IIS demonstrou um codificador de áudio MPEG-H 3D em tempo real.
Em fevereiro de 2015, a MPEG anunciou que o áudio 3D MPEG-H seria publicado como um padrão internacional.
Em 10 de março de 2015, o Advanced Television Systems Committee anunciou que o MPEG-H 3D Audio era um dos três padrões propostos para o sistema de áudio do ATSC 3.0.
Em 10 de abril de 2015, Fraunhofer, Technicolor e Qualcomm demonstraram uma cadeia de sinal de transmissão ao vivo consistindo de todos os elementos necessários para implementar áudio baseado em MPEG-H na televisão aberta. A demonstração contou com um caminhão remoto simulado em um evento esportivo, um centro de controle de rede, uma estação afiliada local e uma sala de estar de consumidor. O áudio foi produzido e codificado por meio de uma unidade de monitoramento e criação de áudio MPEG-H, codificadores de transmissão em tempo real MPEG-H e decodificadores MPEG-H profissionais e de consumo em tempo real. O áudio foi decodificado na sala de estar do consumidor em um decodificador Technicolor.
Em abril de 2015, o Comitê de Sistemas de Televisão Avançada anunciou que os sistemas da Dolby Laboratories e da MPEG-H Audio Alliance (Fraunhofer, Technicolor e Qualcomm) seriam testados nos próximos meses para uso como camada de áudio para o sinal ATSC 3.0.
Em agosto de 2015, o Comitê de Sistemas de Televisão Avançada anunciou que os sistemas da Dolby Laboratories e da MPEG-H Audio Alliance foram demonstrados ao ATSC, mostrando como eles funcionariam tanto em instalações de transmissão profissional quanto em ambientes domésticos de consumo.
Em 18 de abril de 2016, os fabricantes de equipamentos de transmissão sul-coreanos Kai Media e DS Broadcast anunciaram a disponibilidade do áudio MPEG-H 3D em seus mais recentes codificadores de transmissão 4K.
Em 2 de maio de 2016, o Comitê de Sistemas Avançados de Televisão elevou o padrão de áudio A/342 para ATSC 3.0 ao status de Padrão Candidato. O sistema de áudio de TV MPEG-H Audio Alliance e Dolby AC-4 fazem parte do padrão A/342.
Em 24 de junho de 2016, a organização de padronização sul-coreana "Telecommunications Technology Association" (TTA) publicou o padrão para "Transmissão e recepção de serviço de transmissão de TV UHD terrestre" para o serviço de transmissão de TV UHD terrestre da Coreia do Sul, a ser lançado em fevereiro de 2017. O padrão TTA é baseado no ATSC 3.0 e especifica o MPEG-H 3D Audio como o único codec de áudio para o sistema de TV 4K.
Em 3 de janeiro de 2017, o Fraunhofer IIS anunciou um programa de marca registrada para identificar produtos interoperáveis que incluem MPEG-H.
Em 8 de janeiro de 2019, a Sony anunciou um serviço de música imersiva "360 Reality Audio" que usa MPEG-H.

## Perfis
O perfil principal do áudio MPEG-H 3D tem cinco níveis.
| Nível | Número máximo de canais principais | Número máximo de canais de alto-falante |
| ----- | ---------------------------------- | --------------------------------------- |
| 1     | 8                                  | 8                                       |
| 2     | 16                                 | 16                                      |
| 3     | 32                                 | 24                                      |
| 4     | 64                                 | 24                                      |
| 5     | 128                                | 64                                      |

A MPEG anunciou a disponibilidade do MPEG-H 3D Audio Amendment 3 para o final de 2016. Esta alteração define o Perfil de Baixa Complexidade que inclui tecnologia que aumenta a eficiência da codificação e também adiciona recursos projetados para uso na indústria de transmissão.